# Москва (журнал)
«Москва́» — российский литературный журнал. Издаётся ежемесячно в Москве с 1957 года.

## История
Первоначально орган Союза писателей РСФСР и московского отделения СП; во времена СССР журнал выходил в издательстве «Художественная литература». С 1990 года функцию учредителей взяли на себя Союз писателей России, Фонд мира и коллектив редакции. С 1993 носит подзаголовок «Журнал русской культуры».
В августе 1959 года в журнале впервые опубликована по-русски сказка Антуана де Сент-Экзюпери «Маленький принц» (перевод Норы Галь). Там же в ноябре 1966 года (первая часть) и январе 1967 года (вторая часть) впервые опубликован роман Михаила Булгакова «Мастер и Маргарита» (публикация Абрама Вулиса). В 1989—1990 годы впервые после революции напечатана «История государства Российского» Н. М. Карамзина. Поэтический отдел журнала до 1964 года возглавлял Н. С. Анциферов.

## Миссия
По заявлению редакции, в основе журнальной политики — принципиальная неангажированность журнала какими-либо политическими силами, православно-государственная ориентация. По мнению редакции, на фоне бесплодных политических импровизаций, именно это программное положение смотрится серьёзнее и основательнее курсов многих изданий, которые поспешили «примкнуть» или «сомкнуться» с политическими тенденциями, возникшими в «это наисмутнейшее из времен русской истории». Редакция видит своими читателями граждан России любой национальности и вероисповедания, осознавших или знавших всегда правоту и моральность существования русского государства с названием «Россия».
В 2008 году историк и публицист С. М. Сергеев в интервью Агентству политических новостей в связи со своим назначением на должность главного редактора журнала отметил, что «„Москва“ единственный русский национальный журнал, в нём можно аккумулировать здоровые русские силы».
В 2011 году поэт, переводчик и литературный критик Л. В. Оборин в статье в журнале Rolling Stone в связи с публикацией в журнале «Москва» исторической повести Д. О. Рогозина «Барон Жолток» отмечал, что «его издатели открыто декларируют националистическую программу».

## Главные редакторы
- 1957—1958 — Николай Атаров
- 1958—1968 — Евгений Поповкин
- 1968—1990 — Михаил Алексеев
- 1990—1992 — Владимир Крупин
- 1992—2008 — Леонид Бородин (с 2009 генеральный директор)
- 2009 — январь 2010 — Сергей Сергеев
- с февраля 2012 — Владислав Артёмов[4]

## Тираж
- 1958 — 55 000
- 1964—160 000
- 1975—275 000
- 1986—500 000
- 1989—775 000
- 1990—450 000
- 1991—150 000
- 1993 — 32 000
- 1994 — 20 000
- 2009 — 3 450
- 2015 — 1 480
- 2017—500
- 2018—1500[5]